# Alseide
En la mitología griega se le llama alseides (en griego antiguo: Ἀλσηΐδες) a un tipo de ninfas que ocupan las arboledas.  Deriva de ἄλσος (álsos), «bosque», especialmente un «bosque sagrado» o un «recinto sagrado». 
Zeus ordenó a Temis convocar a los dioses a una asamblea desde la cumbre del Olimpo: no faltó ninguno de los ríos, excepto Océano, y tampoco faltaron ninguna de las ninfas:
«Las ninfas, que moran las hermosas forestas (ἄλσεα, álsea), los manantiales de los ríos (πηγαὶ ποταμῶν, pēgaí potamôn) y los herbosos prados (πίσεα ποιήεντα, písea poiēenta)».
Circe también poseía cuatro ninfas sirvientas que realizaban labores de tejido en la isla de Eea:
«Eran cuatro, que siempre a través del palacio le prestan diligente servicio: son hijas de fuentes (creneas), de bosques (alseides) o de ríos (potámides) sagrados que al mar apresuran sus aguas».
Las alseides también son mencionadas en relación a Clite, la esposa de Cícico, rey de los doliones:
«Incluso las propias ninfas de los bosques (alseides) lloraron su muerte, y con todas las lágrimas que de sus ojos vertieron en tierra por ella crearon las diosas una fuente, a la que llaman Clite, nombre glorioso de la infortunada joven». «Pues todas las ninfas se cuidaban de celebrar siempre a Artemisa con cantos nocturnos. Cuantas ocupaban las atalayas de los montes o también los torrentes, y las de los bosques (alseides), avanzaban en filas desde lejos».